# Druckaufschmelzung

Phasendiagramm von Wasser (reines H_{2}O)

Unter Druckaufschmelzung versteht man den Effekt, dass durch eine Erhöhung des Drucks der Schmelzpunkt erreicht wird. In der Glaziologie spielt der Druckschmelzpunkt von Eis – wo die durch den Auflagedruck überlagerter Massen herabgesetzte Schmelztemperatur im Eis erreicht wird – eine besondere Rolle bei temperierten Gletschern. Bei den meisten Gebirgsgletschern ist die druckbedingte Schmelzpunktabsenkung geringfügig (< 1 K); pro 100 m Eisdicke sinkt der Schmelzpunkt um etwa 0,06 Grad.

## Abhängigkeit des Schmelzpunktes vom Druck beim Phasenübergang für Wasser
Wie das nebenstehende Phasendiagramm von Wasser für den Phasenübergang von der festen (blau) in die flüssige Phase (grün) zeigt, hat die Kurve oberhalb des Tripelpunktes einen interessanten Verlauf: bei gleicher Temperatur tut sich durch eine fortschreitende Druckerhöhung zunächst wenig. Bei weiterer Erhöhung des Drucks sinkt der Schmelzpunkt ab – bis auf etwa -22 °C (251,165 K) – und steigt bei Drücken, die über 209,9 MPa liegen, wieder an. Bei einem Druck von 632,4 MPa liegt der Schmelzpunkt wieder bei 0 °C.
Bei kleinen Drücken bis 1 MPa bzw. 10 bar sinkt der Schmelzpunkt nur geringfügig, annähernd linear um etwa 0,0077 K pro Bar; bei 10 bar beträgt die Absenkung etwa 0,08 K. Bei einer überlagernden Eisdicke von rund 120 Metern sinkt der Schmelzpunkt so ungefähr um 0,1 K. Bei 10 MPa (100 bar), was etwa einer Wassertiefe von 1000 m oder rund 1100 m überlagerndem Eis entspricht, liegt der Schmelzpunkt bei rund –1 °C. Bei weiterer Druckerhöhung nimmt die damit verbundene Erniedrigung des Schmelzpunkts im Verhältnis zu, bis bei rund 200 MPa (2000 bar) das Extremum von -22 K erreicht wird. Noch höhere Drücke führen zu keiner weiteren Erniedrigung, sondern bewirken eine Erhöhung; bei rund 600 MPa liegt der Schmelzpunkt wieder um 0 °C.
Hintergrund dieses Kurvenverlaufes im Phasendiagramm sind die Dichteunterschiede zwischen flüssigem Wasser und seinen festen Phasen unter dem jeweiligen Druck. Das bei atmosphärischem und höherem Druck (bis rund 200 MPa) gebildete Eis (Ih) hat eine geringere Dichte als das noch ungefrorene Wasser. Das Volumen pro Mol H2O nimmt beim Übergang von flüssig nach fest zu, das Wasser expandiert beim Gefrieren und das Eis schwimmt oben. Dabei nimmt die Dichte flüssigen Wassers am Gefrierpunkt mit steigendem Druck nahezu linear zu, während die Dichte gebildeten Eises am Schmelzpunkt mit ansteigendem Druck langsamer zunimmt; bei 1 bar beträgt der Volumenunterschied etwa 9 %, bei 2000 bar etwa 17 %.
Die bei sehr hohem Druck entstehenden Eis-Formen (III, V, VI und VII) dagegen haben eine höhere Dichte, das molare Volumen nimmt beim Phasenübergang von fest nach flüssig zu, sie expandieren beim Schmelzen zu flüssigem Wasser.
Aus der Clausius-Clapeyron-Gleichung lässt sich für die Beziehung des neuen Schmelzpunkts {\displaystyle T_{\text{neu}}} zum alten Schmelzpunkt {\displaystyle T_{\text{start}}} bei einer Druckänderung {\displaystyle \Delta p} folgende Gleichung herleiten:
{\displaystyle T_{\text{neu}}=T_{\text{start}}\cdot e^{\frac {\Delta p\cdot (v_{l}-v_{s})}{L}}}
mit {\displaystyle v_{l},v_{s}} als spezifische Volumina des Stoffes in flüssiger ({\displaystyle l}: liquid) bzw. fester ({\displaystyle s}: solid) Phase sowie {\displaystyle L} als dessen spezifische Schmelzenthalpie.

### Beispiel: Druckaufschmelzung beim Schlittschuhlauf
Die Ansicht, dass beim Schlittschuhlauf ausschließlich durch den Druck der Kufen dieser Effekt das Eis schmelzen und einen Wasserfilm entstehen lässt, der das Gleiten wesentlich erleichtert, ist unvollständig. Tatsächlich wirkt außer dem Druck hier auch die Reibungswärme mit, die bei Bewegung der Kufen das Eis aufschmilzt zu einem gleitfähigen Wasserfilm.
Der folgende Rechnungsgang demonstriert die Größenordnungen:
- Für einen Schnelllauf-Schlittschuh mit rechteckig plangeschliffener Kufe einer Dicke von 1,5 mm (= 0,15 cm) und einer Länge von 40 cm wird eine Kontaktfläche von insgesamt 40 cm × 0,15 cm = 6 cm² angenommen (Hinweis: Bei Kufen mit Hohlprofil[3] stehen allerdings nur die beiden messerscharf geschliffenen Seitenkanten einer Kufe in Kontakt mit dem Medium Eis).
- Ein Eisschnellläufer mit einer Masse von 75 kg übt eine Gewichtskraft von 75 kg · 9,81 m/s² = 736 N aus.
  - Bei planer Kufe verteilt auf 6 cm² entspricht das einem Druck von 736 N / 6 cm² = 123 N/cm² = 12,3 bar (sofern die Eisfläche eben ist und die Kufe mit ganzer Fläche aufliegt).
    - Hierbei würde der Schmelzpunkt um 12,3 × 0,0077 K, also etwa um 0,09 K sinken.

  - Bei Hohlschliffkufe verteilt auf deren Kanten mit einer Auflagefläche von nur einem 1/100 wirkt ein Druck von 1230 bar.
    - Hierbei würde sich der Schmelzpunkt um etwa −10 °C verschieben. Die Eistemperatur wird auf Kunsteisbahnen meist zwischen −12 °C und −7 °C gehalten.

Die Aufschmelzung des Eises durch Druck und Reibungswärme bei Bewegung spielt nicht allein beim Schlittschuhlaufen eine wesentliche Rolle. Der wirksame Druck verringert sich bei Gleitwerkzeugen mit höherer Auflagefläche (Schlittenkufen, Skier). Unterhalb von –22 °C (Tripelpunkt Eis_Ih \ Eis_III \ flüssig) liegt kein flüssiges Wasser mehr vor; unter diesen Bedingungen sind dann Eislaufen und Skifahren griffiger, aber weniger gleitend.